# Душан Митошевић
Душан Митошевић (Житиште, 17. децембар 1949 — 1. јануар 2018) био је српски тренер и бивши југословенски фудбалер.

## Каријера
Митошевић је рођен 17. децембра 1949. године у селу Житиште. Током каријере је играо на позицији нападача и наступао је за Млади Радник, Смедерево, Раднички из Ниша, Ним и Ираклис, где је завршио каријеру.
Као тренер водио је Раковицу, Смедерево, Јастребац, Рад, Ираклис, Анортозис, АЕК, Аполон, Земун, Пансераикос, АПОП, Анагениси, Ермис, Арис, Пијерикос и Аја Напу. На Кипру је освојио девет трофеја — четири титуле шампиона, Куп и три Суперкупа, четири пута узастопно од 1997. до 2000. био је тренер године у тој земљи.
Преминуо је 1. јануара 2018. од рака. Иза себе је оставио супругу Биљану и ћерке Машу и Ивану. Сахрана је обављена у Лимасолу.